# ملعب أناتولي بانيشفسكي
ملعب أناتولي بانيشفسكي (بالإنجليزية: Anatoliy Banishevskiy Stadium)‏ هو ملعب كرة قدم يقع في أذربيجان، يتسع لـ 7,500 متفرج.